# Sardopus malleiger
Sardopus malleiger är en mångfotingart som beskrevs av Pius Strasser 1974. Sardopus malleiger ingår i släktet Sardopus och familjen Callipodidae. Inga underarter finns listade i Catalogue of Life.